# Weihersmühle (Rednitzhembach)

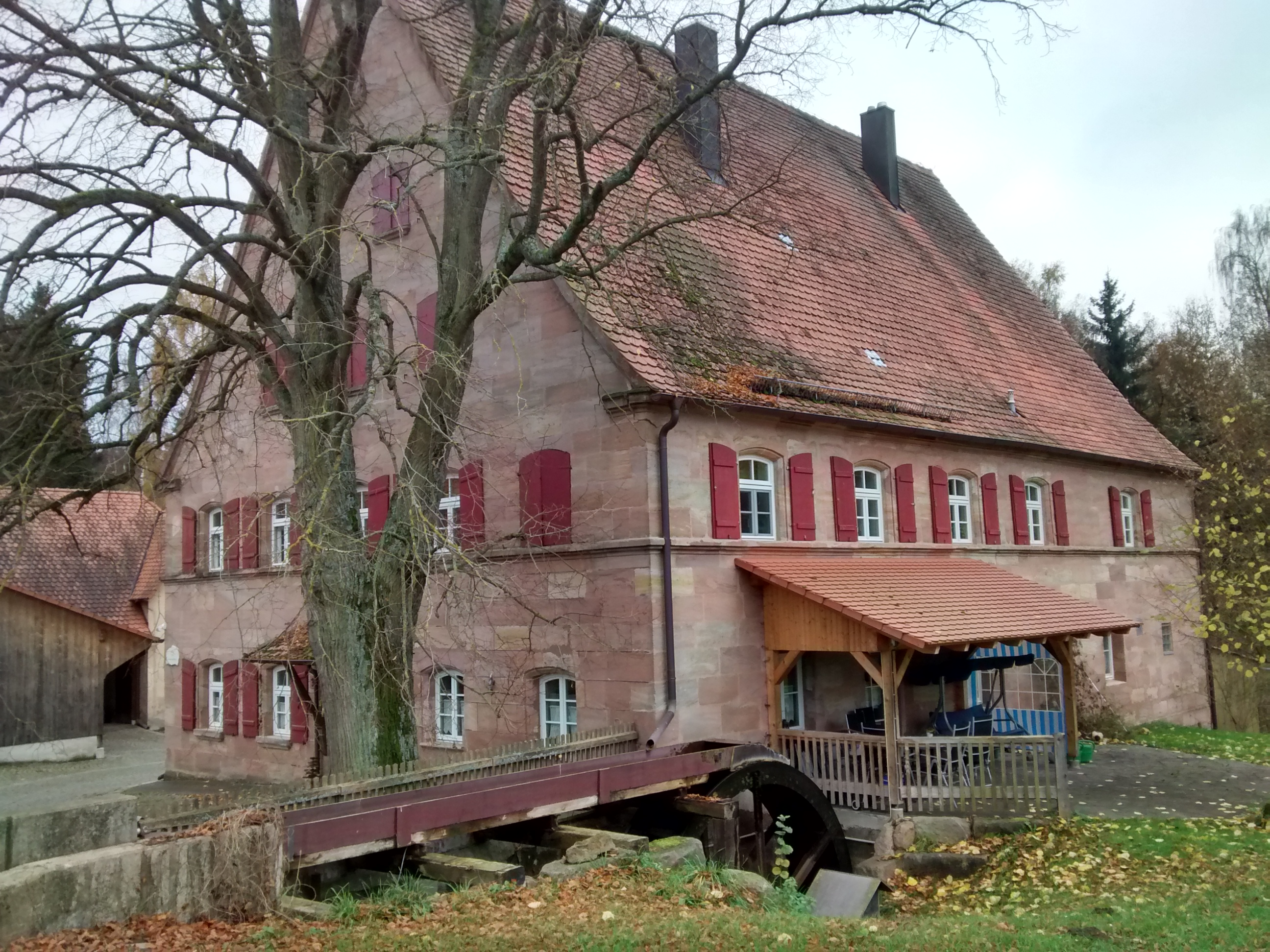
Weihersmühle von Westen

Weihersmühle (fränkisch: Waiaschmil) ist ein Gemeindeteil der Gemeinde Rednitzhembach im Landkreis Roth (Mittelfranken, Bayern). Weihersmühle liegt in der Gemarkung Walpersdorf.

## Geografie
Die Einöde liegt knapp vier Kilometer südlich von Schwabach im Tal des Mainbachs, eines linken Zuflusses der Rednitz auf einer Höhe von 338 bis 345 m ü. NHN. Nördlich steigt das Gelände sanft zu dem ausgedehnten Waldgebiet Maisenlach hin an, nach Westen zu dem 461 m hohen Heidenberg. Nach Osten öffnet sich das Tal zum Rednitzgrund hin. Eine Gemeindeverbindungsstraße führt nach Walpersdorf (0,6 km südöstlich) bzw. nach Obermainbach zur Staatsstraße 2224 (1,2 km westlich). Eine weitere Gemeindeverbindungsstraße führt nach Ottersdorf (0,7 km südwestlich). Neben der historischen Bausubstanz wurde auf freigewordenen landwirtschaftlichen Nutzflächen moderne Wohnbebauung erstellt. Das ehemalige Mühlengelände dient als Hundeabrichteplatz. Die umliegenden Wald- und Flurstücke stehen unter Landschaftsschutz.
In der Bayerischen Uraufnahme wurden die Mühle und deren Wirtschaftsgebäude unter dem Namen „Weyerers-Mühle“ verzeichnet und ein weiteres Gehöft verzeichnet. Erwähnenswert ist insbesondere der für diese Zeit mit drei Hektar enorm groß angelegte „Mühlweyher“.

## Geschichte
Das fruchtbare Tal des Mainbachs war bereits im Neolithikum besiedelt. Ein etwa 4,5 Hektar großes Siedlungsgebiet ist 100 Meter südlich von Weihersmühle als Bodendenkmal ausgewiesen. In unmittelbarer Nähe finden sich Siedlungs- und Bestattungsplätze der Urnenfelderzeit und der Hallstattzeit. Zur Zeitenwende war das Gebiet der südlichste Ausläufer des Siedlungsgebietes der Narisker.
Zu römischer Zeit wurde die Besiedlung aufgegeben; der Limes war nur einen Tagesmarsch entfernt und die Zeiten wurden zu unruhig. Aus der Zeit der Völkerwanderung fehlen jegliche Befunde und setzen erst mit der karolingischen Zeit sporadisch wieder ein.
Die wirtschaftliche Wiederbelebung der Gegend datiert ins 11. und 12. Jahrhundert. Der Ort selber wurde 1349 als „Weyersmül“ erstmals urkundlich erwähnt.
Gegen Ende des 18. Jahrhunderts bestand Weihersmühle aus einem Anwesen. Das Hochgericht übte das brandenburg-ansbachische Oberamt Schwabach aus. Das Kastenamt Schwabach war Grundherr der Mahl- und Sägmühle. Unter der preußischen Verwaltung (1792–1806) des Fürstentums Ansbach erhielt Weihersmühle bei der Vergabe der Hausnummern die Nr. 1 des Ortes Walpersdorf.
Von 1797 bis 1808 unterstand Weihersmühle dem Justiz- und Kammeramt Schwabach. 1806 kam der Ort an das Königreich Bayern. Im Rahmen des Gemeindeedikts wurde 1808 Weihersmühle dem Steuerdistrikt Rednitzhembach (I. Sektion) und der 1818 gebildeten Ruralgemeinde Walpersdorf zugeordnet. Am 1. Juli 1972 wurde Weihersmühle im Zuge der Gebietsreform in Bayern nach Rednitzhembach eingemeindet.

### Baudenkmäler
In Weihersmühle gibt es zwei Baudenkmäler:
- Haus Nr. 1: Mühle von 1796
- Wohnstallhaus mit Scheune auf den Flurstücken von Haus Nr. 10a, 10b, 12, 12a und 12b

### Einwohnerentwicklung
| Jahr      | 001818 | 001840 | 001861 | 001871 | 001885 | 001900 | 001925 | 001950 | 001961 | 001970 | 001987 |
| Einwohner | 16     | 15     | *      | 19     | 22     | 17     | 4      | 25     | 5      | 10     | 12     |
| Häuser    | 2      | 3      |        |        | 3      | 3      | 1      | 3      | 1      |        | 2      |
| Quelle    | [ 15 ] | [ 16 ] | [ 17 ] | [ 18 ] | [ 19 ] | [ 20 ] | [ 21 ] | [ 22 ] | [ 23 ] | [ 24 ] | [ 1 ]  |

## Religion
Weihersmühle ist seit der Reformation evangelisch-lutherisch geprägt und bis heute nach St. Willibald (Büchenbach) gepfarrt. Die Katholiken sind nach Heilig Kreuz (Plöckendorf) gepfarrt.